# NASA Solar Technology Application Readiness

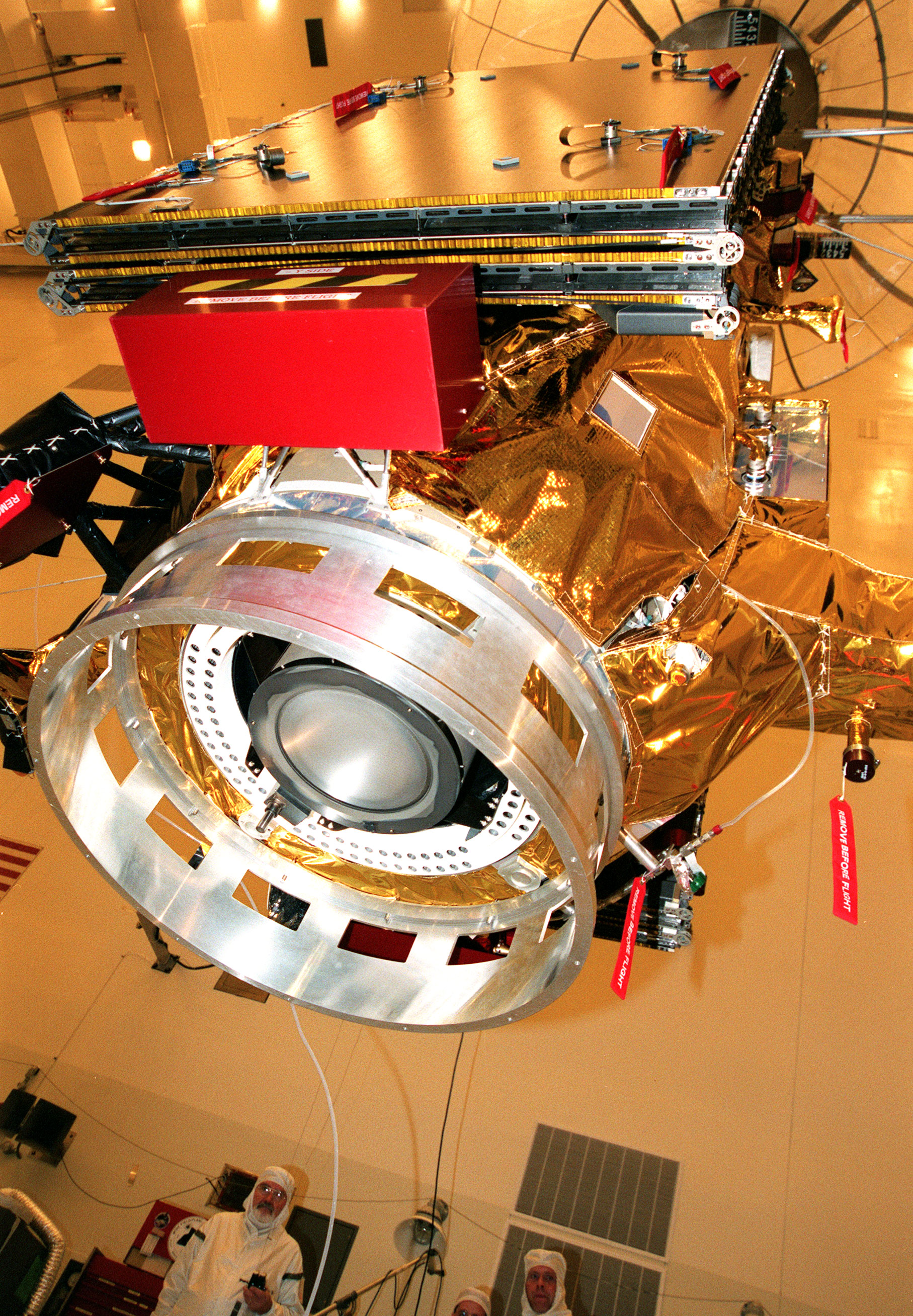
La sonde spatiale Deep Space 1 avec au centre de l'adaptateur le moteur NSTAR.

Schéma de fonctionnement d'un moteur ionique à grilles.

NASA Solar Technology Application Readiness, plus connu par son acronyme NSTAR, est un moteur ionique à grilles   développé dans les années 1990 par le Centre de recherche Glenn de la NASA. C'est le premier moteur électrique spatial à avoir pris la place d'un propulseur chimique dans le rôle de propulsion principale pour une sonde spatiale. Il développe une poussée de  92 millinewtons avec une impulsion spécifique de 3100 secondes. Après avoir été testée dans l'espace dans le cadre de la mission Deep Space 1 (1998) et utilisée avec un succès retentissant par la mission Dawn (2011), elle est remplacée par une version plus puissante et dotée d'un meilleure rendement baptisée NEXT qui équipe la sonde spatiale Double Asteroid Redirection Test lancée en 2021.

## Principe de fonctionnement
Un moteur ionique fonctionne en éjectant à grande vitesse des ions accélérés par le champ électrostatique créé par une grille chargée électriquement. En application de la loi de la conservation de la quantité de mouvement, la sonde est accélérée en sens inverse de manière proportionnelle à la vitesse du xénon (ions utilisés) éjecté et inversement proportionnelle à sa masse. L'énergie utilisée pour éjecter le xénon est fournie par l'électricité produite par les panneaux solaires. Le rendement de ce type de moteur est bien supérieur à celui d'un moteur-fusée : la vitesse d'éjection du xénon est dix fois supérieure à celle des gaz produits par les propulseurs chimiques utilisés habituellement sur les sondes. Mais la poussée est très faible.

## Caractéristiques techniques (version de la mission Dawn)
La poussée est 92 millinewtons (sur Terre, une poussée de 9,2 grammes soit l'équivalent du poids d'une feuille de papier) pour une puissance électrique de 2,6 kilowatts et 19 millinewtons pour une puissance de 0,5 kilowatt,,,.
À pleine puissance, le NSTAR consomme 3,25 milligrammes de xénon par seconde, soit un peu plus de 300 grammes par 24 heures. La vitesse de la sonde augmente d'environ 25 km/h après 24 heures d'accélération. La poussée des moteurs est modulable : un ordinateur dédié, et qui dispose d'une doublure en cas de défaillance, permet de faire varier à la demande à la fois la puissance électrique délivrée et l'alimentation en xénon du moteur. La poussée peut ainsi être modulée par pas de 1/124. Un transformateur porte la tension électrique reçue des panneaux électriques de 100 à 1 000 volts. Pour fournir l'accélération nécessaire à une mission, le système de propulsion ionique (IPS : Ion Propulsion System) doit fonctionner sur des durées qui se comptent en jours car il lui faut pallier la faiblesse de la poussée. La sonde n'utilise qu'un seul moteur à un moment donné, mais dispose de trois moteurs pour faire face à l'usure et aux risques de défaillance. Les trois moteurs sont regroupés sur la face arrière de la sonde, à l'opposé de la face portant les instruments scientifiques. L'axe de poussée de chaque moteur peut être modifié d'environ trois degrés, pour modifier l'orientation de la sonde, mais également pour compenser le déplacement du centre de masse au cours de la mission dû à l'épuisement progressif du xénon stocké,,.

## Mise en œuvre

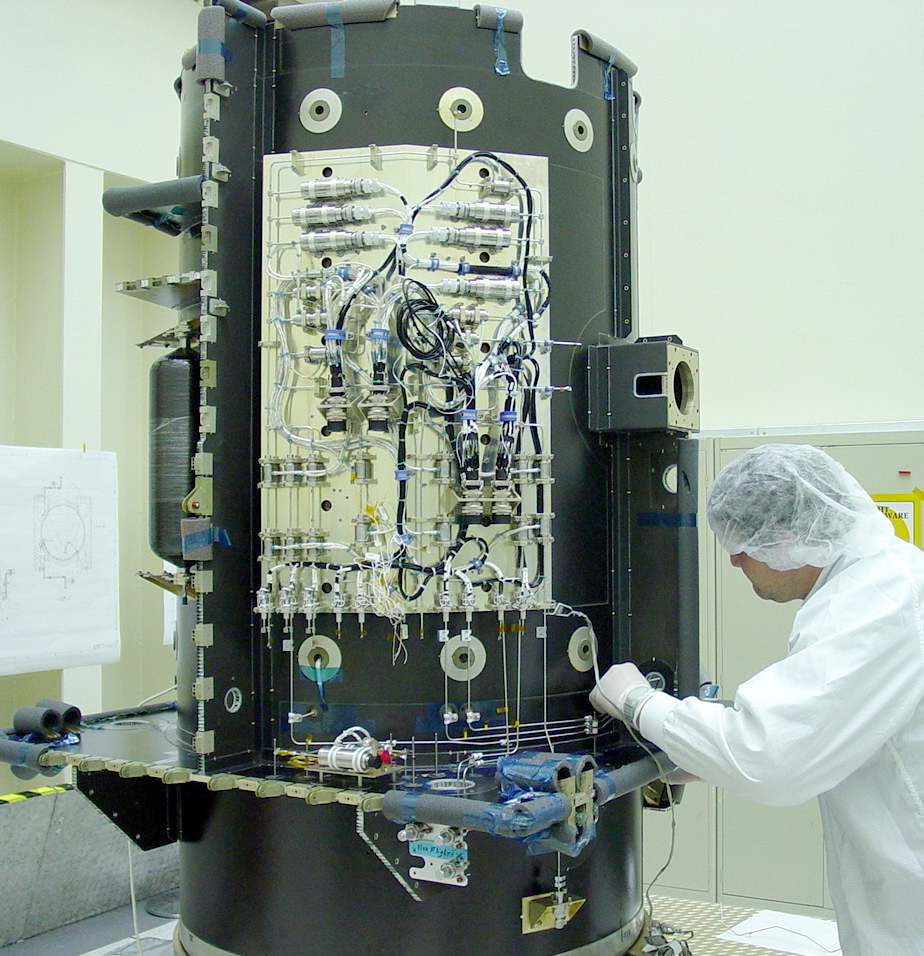
L'alimentation en xénon des trois moteurs NSTAR de la sonde spatiale Dawn.

La sonde spatiale Deep Space 1 lancée en 1998 est la première à être équipée d'un moteur ionique tenant lieu de propulsion principale. La mission sert de banc d'essais pour la validation de ce type de propulsion. Elle est équipée d'un seul moteur NSTAR
La sonde spatiale Dawn lancée en 2011 utilise trois moteurs NSTAR dans une version légèrement améliorée par rapport à celle utilisée par Deep Space 1. La sonde n'utilise qu'un seul moteur à un moment donné, mais dispose de trois moteurs pour faire face à l'usure et aux risques de défaillance. Les trois moteurs sont regroupés sur la face arrière de la sonde, à l'opposé de la face portant les instruments scientifiques. L'axe de poussée de chaque moteur peut être modifié d'environ trois degrés, pour modifier l'orientation de la sonde, mais également pour compenser le déplacement du centre de masse au cours de la mission dû à l'épuisement progressif du xénon stocké. Ces moteurs ont fourni une delta-V total de près de 9 km/s ce qui constitue un record.

## Successeur: le moteur NEXT
Le moteur NSTAR est remplacé par NEXT dont le développement débute en 2002. Ses performances sont nettement supérieures : La poussée maximale atteint 0,236 newton (contre 0,092), l'impulsion spécifique 4100 secondes (contre 3100) et le rendement 70% (contre 61%) avec une masse allégée de manière significative. Le moteur est utilisé pour la première par la sonde spatiale Double Asteroid Redirection Test lancée en 2021.